# اشکودا ساپرب
اشکودا سوپرب (Škoda Superb) سدان لوکس و خانوادگی و پرچمدار محصولات شرکت اشکودا زیر مجموعه فولکس واگن آلمان می‌باشد. نسل سوم این سدان که از سال ۲۰۱۵ تا ۲۰۲۴ در جهان تولید شده است از نظر قوای فنی و پلتفرم کاملا با فولکس‌واگن پاسات یکسان می باشد اما فاصله محوری بیشتری نسبت به پاسات دارد به همین جهت اشکودا سوپرب تا حدودی بزرگتر و جادار تر از برادر خود یعنی فولکس واگن پاسات می باشد.

## نگارخانه

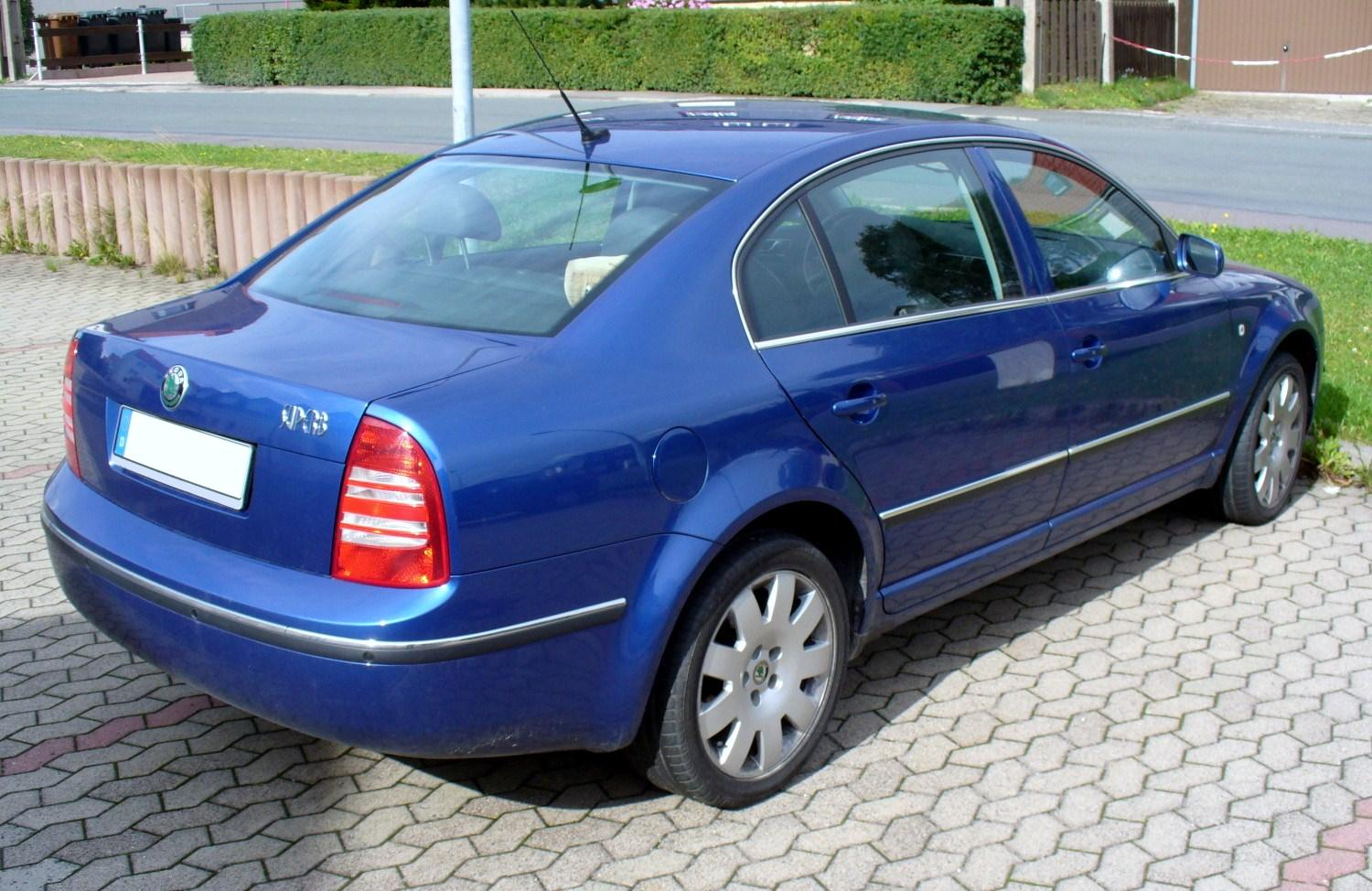
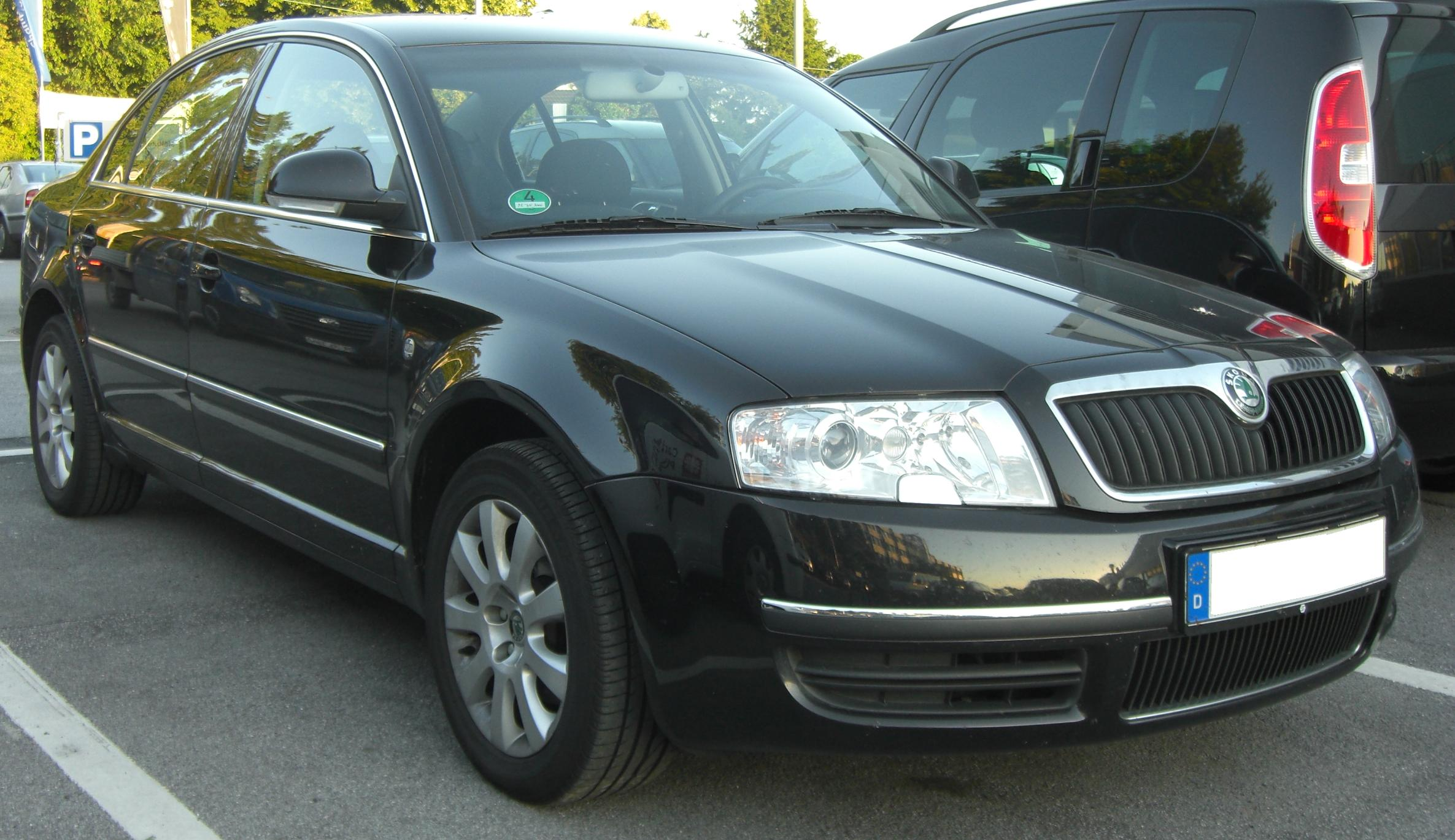